# 阮玉貞徽
春林公主阮玉貞徽（越南语：／；1841年—1858年），越南阮朝紹治帝第二十五女，生母宮娥阮氏麗。

## 生平
紹治元年（1841年），阮玉貞徽在順化皇城出生。嗣德十年（1857年），公主17歲，下嫁總督陳弘之子陳香。次年（1858年），公主去世，壽十八歲，嗣德帝贈春林公主，諡慧淑。初祀展親後祠，咸宜元年（1885年）秋，合祀亲勳祠。
春林公主未育有子女。